# Fontaine de la Roquette
La fontaine de la Roquette, parfois appelée fontaine Molinos, est une fontaine parisienne au no 70 de la rue de la Roquette dans le 11e arrondissement de Paris. C'est un monument historique classé en 1992.

## Construction
Comme cela est indiqué sur la voûte intérieure, elle a été construite en 1846. Elle est propriété de la Ville de Paris et était alimentée par le canal de l'Ourcq afin de fournir de l'eau au quartier du Faubourg-Saint-Antoine alors très peuplé ; de nos jours elle n'est plus en eau. Son plan a peut-être été inspiré par la fontaine de la Petite-Halle (184, rue du Faubourg-Saint-Antoine qui date du règne de Louis XV, de même aspect mais possédant quatre faces). La fontaine de la Roquette est parfois appelée Fontaine Molinos car ses plans sont attribués à un certain Molinos. 
Faisant partie du même programme de la Ville de Paris, la fontaine de Joyeuse, rue de Turenne lui est tout à fait comparable ; celle de la Roquette présente en plus une statue allégorique représentant l'Ourcq.
Une autre fontaine, la fontaine Sainte-Eugénie, a été elle aussi construite en 1846-1847 au 87 bis de la rue de Charenton (12e arrond.) ; elle est semblable à celle de la Roquette mais pourvue d'un fronton plat. Elle fut détruite en 1906, lors du percement de la rue de Prague. La fontaine de la Roquette, très dégradée par la pollution et de nombreux tags, a été ravalée et restaurée en 2009 ; elle devrait être agrémentée d'une plantation d'arbres et d'un éclairage`[réf. nécessaire]. Un projet de grilles la protégeant est envisagé si elle est à nouveau vandalisée.
Depuis sa restauration, réussie, la fontaine est abandonnée et dégradée, il ne reste plus rien du ravalement et de l'éclairage de 2009. Les grilles n'ont jamais été mises en place.

## Description
La fontaine se présente comme un édicule en cul-de-four, large de 3,50 m et profond de 1,50 m environ, surmonté d'un imposant fronton triangulaire qui culmine à environ 5 mètres de hauteur. Sur les côtés intérieurs, 
deux petits bancs de pierre encadrent un mascaron de bronze en tête de lion qui crachait un filet d'eau continu vers une grille scellée sur le sol. L'ensemble de la décoration sculptée de la fontaine est très soignée, la demi-coupole intérieure est décorée de palmettes, au-dessus d'un bandeau mouluré supportant treize petite têtes de lion. Sur le fond, en arc de cercle, on lit la date de construction en chiffres romains : M·DCCC·XLVI. Au fronton, en décor de la clef de voûte, les armoiries de la Ville de Paris sont encadrées par deux dauphins tenant des guirlandes de fleurs. 